# Oligacanthorhynchus iheringi
Oligacanthorhynchus iheringi är en hakmaskart som beskrevs av Lauro Travassos 1917. Oligacanthorhynchus iheringi ingår i släktet Oligacanthorhynchus och familjen Oligacanthorhynchidae. Inga underarter finns listade i Catalogue of Life.